# Капрезе
 Тази статия е за салатата.  За селището в Италия вижте Капрезе Микеланджело.  
Салата Капрèзе (на италиански: Insalata Caprese) или просто Капрезе е традиционна италианска лека салата, разновидност на антипасто.

## Характеристики и приготовление
Направена е от резени пресни домати и моцарела с пресен босилек, овкусени със сол и зехтин.
Подобно на Пица „Маргерита“ Капрезе има червено-бяло-зеления цвят на националния флаг на Италия и така става едно от националните блюда на страната.
Кръстена е на остров Капри, откъдето се смята, че произлиза през 1920 г. Началото е поставено по-точно в известния хотел Куизизана (Quisisana) на вечеря, организирана за поета Филипо Томазо Маринети – основател на футуризма. Говори се, че той многократно критикува традиционната неаполитанска кухня, прекалено мазна и пържена. Така ресторантьорът, за да удиви писателя, включва Капрезе сред ястията: леко, но също толкова вкусно ястие, което има огромен успех. От този момент нататък тя става легенда на остров Капри и впоследствие гастрономическа икона на Кампания и на цяла Италия.
В Италия обикновено се сервира като антипасто (предястие), а не като конторно (гарнитура) и може да се яде по всяко време на деня. Салатата е една от формите на ястието Капрезе; може да се сервира и като Пица Капрезе, паста или сандвич.
Капрезе се приготвя лесно. В кръг се нареждат резени домат, върху които се поставят кръгове качествено сирене моцарела (класическата рецепта изисква моцарела от биволско мляко, най-добре сорт „Биволско сърце“) и върху им листа босилек. Всичко това се поръсва със сол и черен пипер, залива се с малко зехтин и се сервира. С Капрезе се поднася задължително прясно изпечен хляб.

## Варианти
Вариантите на Салата Капрезе могат да включват италиански дресинг или песто вместо зехтин, или балсамов оцет в допълнение към него. Може да се появят маслини, заедно с рукола или римска маруля, за да се подсили босилека. Понякога се добавят риган или черен пипер. Биволската моцарела може да се използва вместо обикновената моцарела, за да се подсили вкусът.
- Местна Капрезе във фюжън стил
- Салата от моцарела и домати със зеленчуци
- Салата от моцарела и домати
- Предястия от шишчета със Салата Капрезе
- Парчета моцарела с домати и зелени зеленчуци
- Традиционна Капрезе от Хонг Конг
- Капрезе на шишчета